# 22 luglio (film)
22 luglio (22 July) è un film del 2018 prodotto,  scritto e diretto da Paul Greengrass.
Tratto dal libro Uno di noi - La storia di Anders Breivik (One of Us) di Åsne Seierstad, il film racconta la vera storia degli attentati del 22 luglio 2011 in Norvegia per mano dell'estremista di destra Anders Breivik, attraverso la vita di uno dei sopravvissuti, Viljar Hanssen.

## Trama
Il film segue gli eventi degli attentati del 22 luglio 2011 in Norvegia. Dopo aver costruito una bomba, Anders Behring Breivik si reca al palazzo del governo di Oslo e la fa esplodere, causando otto morti. Poi si dirige sull'isola di Utøya, dove è in corso un campo estivo della gioventù laburista, e apre il fuoco uccidendo 69 persone, per lo più adolescenti. Viene arrestato senza opporre resistenza.
La vicenda si concentra poi sul processo a Breivik e sul recupero di Viljar Hanssen, un ragazzo sopravvissuto all’attacco ma gravemente ferito. Viljar affronta un lungo percorso di riabilitazione fisica e psicologica, sostenuto dalla sua famiglia. Parallelamente, l’avvocato Geir Lippestad, scelto da Breivik per la sua difesa, è tormentato dal compito ma decide di portarlo avanti per rispetto delle istituzioni democratiche.
Durante il processo, Breivik cerca di usare il tribunale come piattaforma per diffondere la sua ideologia estremista, ma viene in gran parte ignorato. Alla fine, viene condannato a 21 anni di carcere, la pena massima prevista in Norvegia. Viljar, pur segnato dalle ferite, riesce a testimoniare con forza e coraggio, diventando simbolo di resistenza e speranza.

## Distribuzione
Il film è stato presentato in concorso alla 75ª edizione della Mostra internazionale d'arte cinematografica di Venezia il 5 settembre 2018. Nella stessa settimana è stato proiettato al Toronto International Film Festival. È stato distribuito il 10 ottobre 2018 attraverso Netflix, in tutti i territori in cui il servizio è disponibile.

## Riconoscimenti
- 2018 - Mostra internazionale d'arte cinematografica
  - In competizione per il Leone d'oro al miglior film